# Pishgaman Giant Team/Saison 2015
Dieser Artikel listet Erfolge und Fahrer des Radsportteams Pishgaman Giant Team in der Saison 2015 auf.

## Erfolge in der UCI Asia Tour
In den Rennen der Saison 2015 der UCI Asia Tour gelangen die nachstehenden Erfolge.
| Datum            | Rennen                                     | Kat. | Fahrer         |
| ---------------- | ------------------------------------------ | ---- | -------------- |
| 13. Mai          | Iranische Meisterschaft – Einzelzeitfahren | CN   | Hossein Askari |
| 22. Mai          | 5. Etappe Tour of Japan                    | 2.1  | Rahim Ememi    |
| 31. Mai          | 4. Etappe Tour of Iran                     | 2.1  | Hossein Askari |
| 4. Oktober       | 2. Etappe Tour de Singkarak                | 2.2  | Amir Zargari   |
| 8. Oktober       | 6. Etappe Tour de Singkarak                | 2.2  | Hossein Askari |
| 3.–11. Oktober   | Gesamtwertung Tour de Singkarak            | 2.2  | Arvin Moazzemi |
| 14.–16. November | Gesamtwertung Tour of Fuzhou               | 2.2  | Rahim Ememi    |

## Abgänge – Zugänge
| Zugänge                       | Team 2014                | Abgänge                         | Team 2015        |
| ----------------------------- | ------------------------ | ------------------------------- | ---------------- |
| Peter Pouly (ab 13. Mai)      |                          | Hossein Nateghi                 | Sepahan Pro Team |
| Mathieu Perget                |                          | Mostafa Seyed Rezaei            | Unbekannt        |
| Behnam Ariyan (ab 1. Oktober) | Tabriz Shahrdari Ranking | Mohammad Rajablou (bis 13. Mai) |                  |
| Maijid Aboei                  |                          |                                 |                  |
| Aboulfazl Zarezadehmehrizi    |                          |                                 |                  |
| Mahdi Rajabikaboodcheshmeh    |                          |                                 |                  |

## Mannschaft
| Name                        | Geburtstag         | Nationalität |
| --------------------------- | ------------------ | ------------ |
| Maijid Aboei                | 18. April 1996     | Iran         |
| Behnam Ariyan               | 11. April 1990     | Iran         |
| Hossein Askari              | 23. März 1975      | Iran         |
| Hamid Beikkhormizi          | 8. Januar 1992     | Iran         |
| Rahim Ememi                 | 17. Mai 1982       | Iran         |
| Ramin Mehrabani             | 24. Oktober 1986   | Iran         |
| Arvin Moazzemi              | 26. März 1990      | Iran         |
| Mathieu Perget              | 18. September 1984 | Frankreich   |
| Peter Pouly                 | 29. Juni 1977      | Frankreich   |
| Mahdi Rajabikaboodcheshmeh  | 20. März 1994      | Iran         |
| Mohammad Rajablou           | 6. April 1985      | Iran         |
| Naser Rezavi                | 26. November 1989  | Iran         |
| Moezeddin Seyed Rezaei      | 17. Mai 1979       | Iran         |
| Mohammad Mehdi Seyed Rezaei | 25. Oktober 1992   | Iran         |
| Aliakbar Zarei              | 20. Januar 1995    | Iran         |
| Aboulfazl Zarezadehmehrizi  | 25. Januar 1994    | Iran         |
| Amir Zargari                | 31. Juli 1980      | Iran         |